# 诺丁汉德比
诺丁汉德比（英語：Nottingham Derby）是對的同城德比。由於兩隊的球場位於特倫特河畔，所以亦稱為特倫特河畔德比（Trentside Derbies）。

## 歷史
兩隊同屬世界上最古老的足球隊之一，故其對戰亦為同類同城打吡之始。諾士郡成立於1862年，是現存全世界最古老的職業足球隊，而諾定咸森林則遲三年成立，由一群現時甚少人熟識的冰球運動員組成。
兩隊的首場比場於1866年3月舉行，是諾定咸森林成立後的第一場比賽，但賽果仍有爭議，有些紀錄說森林1-0取勝，亦有說雙方0-0打和。而兩隊首場具競爭性的比賽是於1878年11月16日進行的足總盃比賽，森林3-1獲勝，而首場聯賽在1892年10月18日上演，諾士郡3-1獲勝。
森林曾分別於1901年11月21日及1953年10月10日兩次以5-0擊敗諾士郡，是打吡戰中最大的勝球紀錄。而諾士郡則在1953年2月12日4-1獲勝。

## 今天
在50年代中期以前諾定咸打吡經常舉行，但自此以後，兩隊難得相遇。現時兩隊的敵對性頗為單方面，諾士郡的球迷覺得森林及其球迷對他們是傲慢無禮的，而存有偏見的傳媒更加深這印象，例如诺丁汉英國廣播電台曾於2001年試圖停止直播諾士郡的比賽，諾士郡的球迷稱森林為'那F字'（the F word），隱含褻瀆的言語，稱城市球場（City Ground）為'罪惡殿堂'（Temple of Sin）。森林在2005年降級甲級聯賽後，兩隊敵對的情況有重燃的徵象，更多的森林球迷覺得諾士郡是一隊有威脅的敵對球隊。而森林球迷覺得諾士郡的球迷妒忌他們的成就及有較多的球迷，常嘲笑諾士郡為他們的'小兄弟'，稱美度徑球場（Meadow Lane）為'樂高積木樂園'（Legoland）。
兩隊最近一次聯賽對戰在1994年2月12日，諾士郡以2-1獲勝，查理·帕瑪（Charlie Palmer）在森林扳平後僅90秒及完場前4分鐘射入定勝局。而森林的最近一場勝仗則稍前數月（1993年10月30日），由斯坦·考利摩爾（Stan Collymore）射入1-0獲勝。
2011年8月9日，兩支球隊在英格蘭聯賽盃首輪中在城市球場相遇，最終諾丁漢森林以3-3的比分在點球大戰中取得勝利。

## 統計及紀錄
截止2025年，兩隊在聯賽、足總盃及聯賽盃共有94次對戰紀錄。兩隊亦曾在其他競賽中碰頭，包括诺丁汉郡盃（由兩支诺丁汉球隊及爭逐）及英義杯，以下的統計及紀錄並不包括這些比賽：
|        | 獲勝 | 賽和 | 獲勝 | 入球 | 入球 |
| ------ | ---- | ---- | ---- | ---- | ---- |
| 聯 賽  | 28   | 23   | 35   | 99   | 114  |
| 足總杯 | 2    | 1    | 3    | 10   | 11   |
| 聯賽杯 | 0    | 1    | 1    | 3    | 7    |
| 總數   | 30   | 25   | 39   | 112  | 132  |

## 最近五次對碰
| 日期           | 地點         | 主隊       | 比分        | 客隊       | 性質               |
| -------------- | ------------ | ---------- | ----------- | ---------- | ------------------ |
| 1991年8月24日  | 美度徑體育場 | 諾士郡     | 0–4         | 諾丁漢森林 | 英甲聯賽（第一級） |
| 1992年1月11日  | 城市足球場   | 諾丁漢森林 | 1–1         | 諾士郡     | 英甲聯賽（第一級） |
| 1993年10月30日 | 城市足球場   | 諾丁漢森林 | 1–0         | 諾士郡     | 英甲聯賽（第二級） |
| 1994年2月12日  | 美度徑體育場 | 諾士郡     | 2–1         | 諾丁漢森林 | 英甲聯賽（第二級） |
| 2011年8月9日   | 城市足球場   | 諾丁漢森林 | 3–3 (4–3 p) | 諾士郡     | 聯賽盃             |

## 外部連結
- 最近一場“諾定咸打吡”
- 諾定咸打吡 （页面存档备份，存于）